# شنيانغ جيه-31
شنيانغ جيه-31 (بالإنجليزية: Shenyang J-31)‏ هي طائرة مقاتلة شبحية متعددة المهام، أنتجت في الصين. من صناعة شركة طائرات شنيانغ. كان أول طيران لها في 31 أكتوبر 2012.